# Baix des Puig
Baix del Puig (col·loquialment Baix des Puig) és un llogaret de Bunyola situat a la carretera de Bunyola a Santa Maria del Camí, entre les possessions de l'Estremera Vella (Bunyola), el Cabàs (Santa Maria) i Son Sureda (Marratxí), baix del Puig de l'Estremera, realitat de la qual pren el nom. Els seus habitants són anomenats baixputxers o putxers.

## Història
La història de Baix del Puig comença quan s'hi estableixen les possessions dites Son Vivot, Son Sales i Son Pisà, entre d'altres, a partir de la segona meitat del segle xix. Sembla, val a dir, que també havien tingut un paper important els establits de l'Estremera Vella fets dins el segle xvii. L'any 1924 tenia 69 habitants. A la segona meitat del segle xx la població va minvar i a la fi de segle sols hi residien nou persones. Els baixputxers es dedicaven sobretot a l'agricultura i a activitats menestrals com la ferreria. Hi va haver una escola unitària construïda en els anys trenta.

## Cases de Baix del Puig
Cas Cuc, Can Nadal, Can Quino, Can Deianet, Son Vivot Nou, Can Pau Soll, Can Toni Cuc, Ca la Moreta (es tracta del lloc on s'hi va situar l'escola), Cal sen Pere Parró, Cal sen Mateu Cabellera, Can Parró Nou, Can Parró Vell (casa dels pares de l'esportista Jaume Oliver i Frontera Jim Oliver), Can Roqueta, Can Vent, Can Peloni, Ca Madò Borrallona, Can Pep Cabellera/Can Niell/Can Jaume Sineuer, Can Mevet (casa pairal d'Antoni Dolç Colom, pare de l'escriptor Miquel Dolç i Dolç), Can Loi o Can Pinet (casa on va néixer Miquel Colom Mateu).

## Cultura popular
En el llibre Tot pot ser en aquest món. Llegendes i contarelles de Bunyola i Orient es recull l'expressió, corrent a Bunyola, que diu els baixputxers duen el sac per gaiato, que fa referència al fet que arreplegaven tot allò que trobaven pel camí (caragols, espàrecs, ametles, garroves, olives...) i n'omplien el sac que, segons la dita, duien sempre a mà.

## Nascuts a Baix del Puig
- Miquel Colom Mateu de Can Pinet
- Pau Ferrer Soll, glosador nascut a Baix del Puig i casat a Pòrtol. Era picapedrer, marger i paredador. De glosa àgil i aguda. Va morir dia 12 de febrer del 2000, a 71 anys.[3]
- Joan Morro Serra de Can Parró, camperol els primers anys, conductor de tramvia després i cofundador de SALMA (posteriorment EMT), l'empresa de transports municipals. Amic íntim dels Norats durant els tretze anys que foren perseguits pels falangistes, durant els quals ell i la seva família els ajudaren a sobreviure.